# Елемесов, Андриан Копмагамбетович
Андриан Копмагамбетович Елемесов (каз. Андриан Көпмағамбетұлы Елемесов; род. 10 июля 1963, село Равнина, Байрам-Алийский район, Туркменская ССР) — казахстанский государственный деятель, дипломат, Чрезвычайный и полномочный посол Казахстана.

## Биография
Происходит из рода Алимулы Младший жуз.
С 1985 по 1989 год — рабочий, бригадир, мастер, прораб, секретарь комсомольской организации СУ «СКБС» треста «Чимкентстрой».
С 1989 по 1990 год был научным сотрудником НТЦ «Жастар», аспирант МИСИ.
С 1990 по 1991 год — менеджер СП «Казфер-импэкс».
С 1991 по 1992 год — директор малого предприятия, президент компании «АКЕ С».
С 1992 по 1995 год — представитель СП «Казахиталкаракуль» в Италии.
С 1995 по 1996 год — третий секретарь Министерства иностранных дел Республики Казахстан.
С 1996 по 2001 год — третий, второй секретарь — консул Посольства Республики Казахстан в Италии.
С 2001 по 2003 год — советник, начальник отдела визитов службы государственного протокола, начальник отдела Центральной и Восточной Европы Министерства иностранных дел Республики Казахстан.
С января 2004 по июнь 2010 года — Шеф Службы государственного протокола Министерства иностранных дел Республики Казахстан
С июня 2010 по май 2012 года — советник-посланник Посольства Республики Казахстан в Королевстве Испания.
8 июня 2012 года Указом Главы государства назначен Чрезвычайным и Полномочным Послом Республики Казахстан в Итальянской Республике.
6 ноября 2012 года Указом Главы государства назначен Чрезвычайным и Полномочным Послом Республики Казахстан на Мальте и в Сан-Марино по совместительству.
10 августа 2015 года Указом Главы государства освобождён от должности Чрезвычайного и Полномочного Посла Республики Казахстан в Итальянской Республике, на Мальте и в Сан-Марино по совместительству и назначен Чрезвычайным и Полномочным Послом Республики Казахстан в Мексике.
26 сентября 2018 года Указом Главы государства назначен Чрезвычайным и Полномочным Послом Республики Казахстан в Республике Панама, в Республике Коста-Рика, в Доминиканской Республике и на Ямайке по совместительству. 7 августа 2020 года освобождён от этих должностей.
13 марта 2022 года Указом Главы государства назначен Чрезвычайным и Полномочным Послом Республики Казахстан в Республике Куба.

## Награды
- Медаль «Ерен еңбегі үшін»
- Орден «За заслуги перед Итальянской Республикой» (2008)